# Jędrzejów
Jędrzejówⓘ é uma cidade no sudeste da Polônia. Pertence à voivodia de Santa Cruz, no condado de Jędrzejów. É a sede da comuna urbano-rural de Jędrzejów. De 1975 a 1998, a cidade foi administrativamente parte da voivodia de Kielce.
Estende-se por uma área de 11,4 km², com 13 931 habitantes, segundo o censo de 31 de dezembro de 2024, com uma densidade populacional de 1 225 hab./km².
Jędrzejów fica na antiga Terra da Cracóvia, que faz parte da histórica Pequena Polônia. Recebeu os direitos de cidade em 1271, foi destituída em 1869 e voltou a ter os direitos de cidade em 1916. A cidade eclesiástica privada de Andrzejów, de propriedade da abadia cisterciense de Jędrzejów, estava localizada na segunda metade do século XVI no condado sacerdotal da voivodia da Cracóvia.

## Localização
A cidade de Jędrzejów fica a 38 km de Kielce, a 78 km de Cracóvia e a aproximadamente 101 km de Częstochowa. Dois pequenos rios atravessam a cidade: o Jasionka e o Brzeźnica. A área geográfica em que Jędrzejów está localizada é o Planalto de Jędrzejów, que faz parte do Planalto da Pequena Polônia. Antes da criação de assentamentos humanos, o local de Jędrzejów era um pântano. O relevo não é muito variado. O ponto mais baixo fica no vale do rio Brzeźnica (201 m acima do nível do mar), enquanto o ponto mais alto é a colina Gaj (301 m acima do nível do mar) ao norte de Jędrzejów.
Em 2012, foi inaugurada uma área de banho em uma lagoa artificial localizada nos limites da cidade.

## Demografia
Conforme os dados do Escritório Central de Estatística da Polônia (GUS) de 31 de dezembro de 2024, Jędrzejów é uma cidade pequena com uma população de 13 931 habitantes (8.º lugar na voivodia de Santa Cruz e 304.º na Polônia), tem uma área de 11,4 km² (24.º lugar na voivodia de Santa Cruz e 564.º lugar na Polônia) e uma densidade populacional de 1 225 hab./km² (4.º lugar na voivodia de Santa Cruz e 215.º lugar na Polônia). Entre 2002–2024, o número de habitantes diminuiu 18,2%.
Os habitantes de Jędrzejów constituem cerca de 17,27% da população do condado de Jędrzejów, constituindo 1,20% da população da voivodia de Santa Cruz.
| Descrição                         | Total      | Total    | Mulheres   | Mulheres | Homens     | Homens   |
| --------------------------------- | ---------- | -------- | ---------- | -------- | ---------- | -------- |
| unidade                           | habitantes | %        | habitantes | %        | habitantes | %        |
| população                         | 13 931     | 100      | 7 386      | 53,0     | 6 545      | 47,0     |
| área                              | 11,4 km²   | 11,4 km² | 11,4 km²   | 11,4 km² | 11,4 km²   | 11,4 km² |
| densidade populacional (hab./km²) | 1 225      | 1 225    | 649,3      | 649,3    | 575,7      | 575,7    |

## História

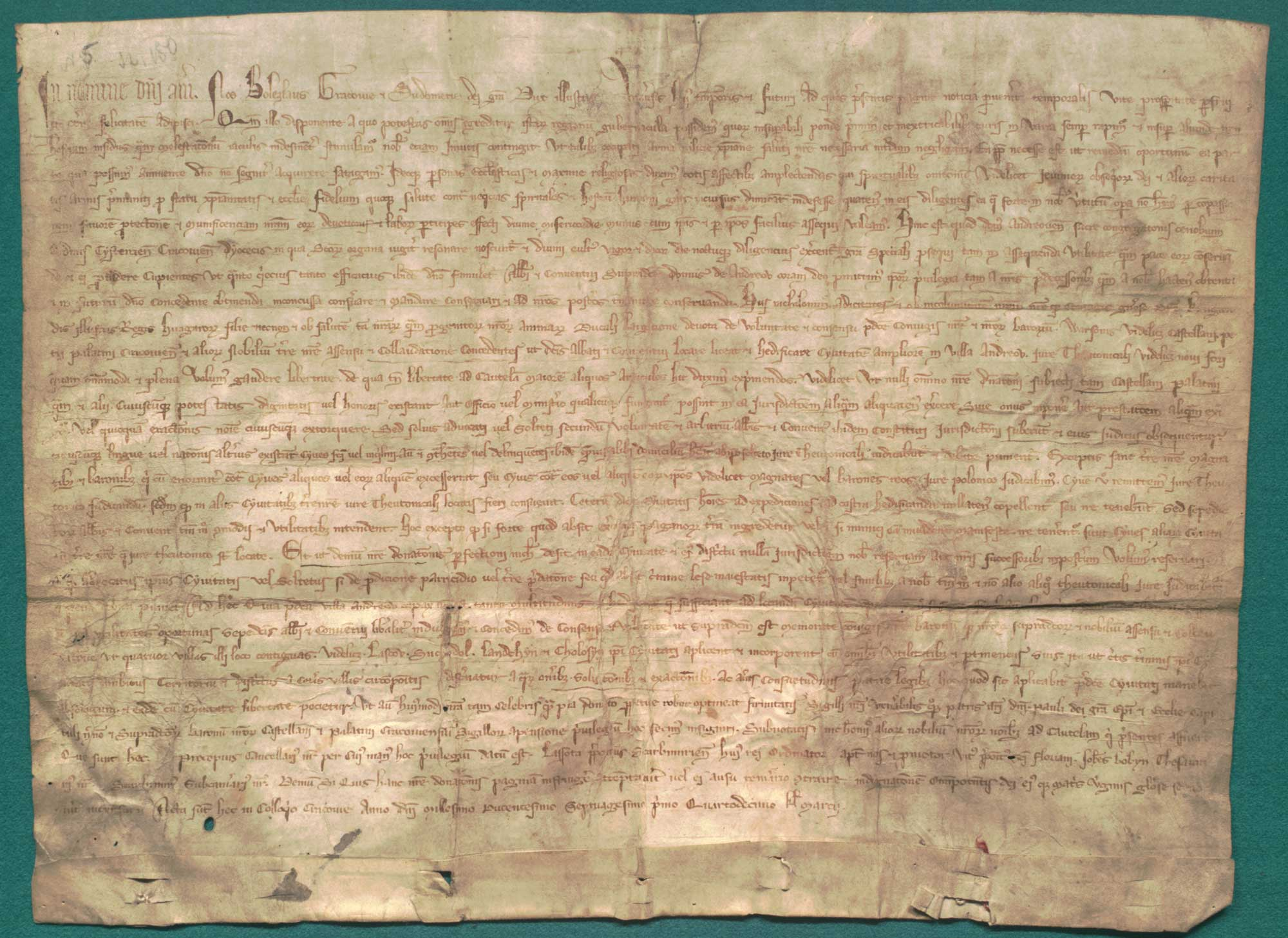
Boleslau, o Casto, aprova os direitos do mosteiro cisterciense em Jędrzejów, permite que a cidade seja fundada sob a lei alemã e lhe concede quatro aldeias: Lasków, Suchodół, Landchyn [Łączyn?] e Chołoszyn, em 16 de fevereiro de 1271

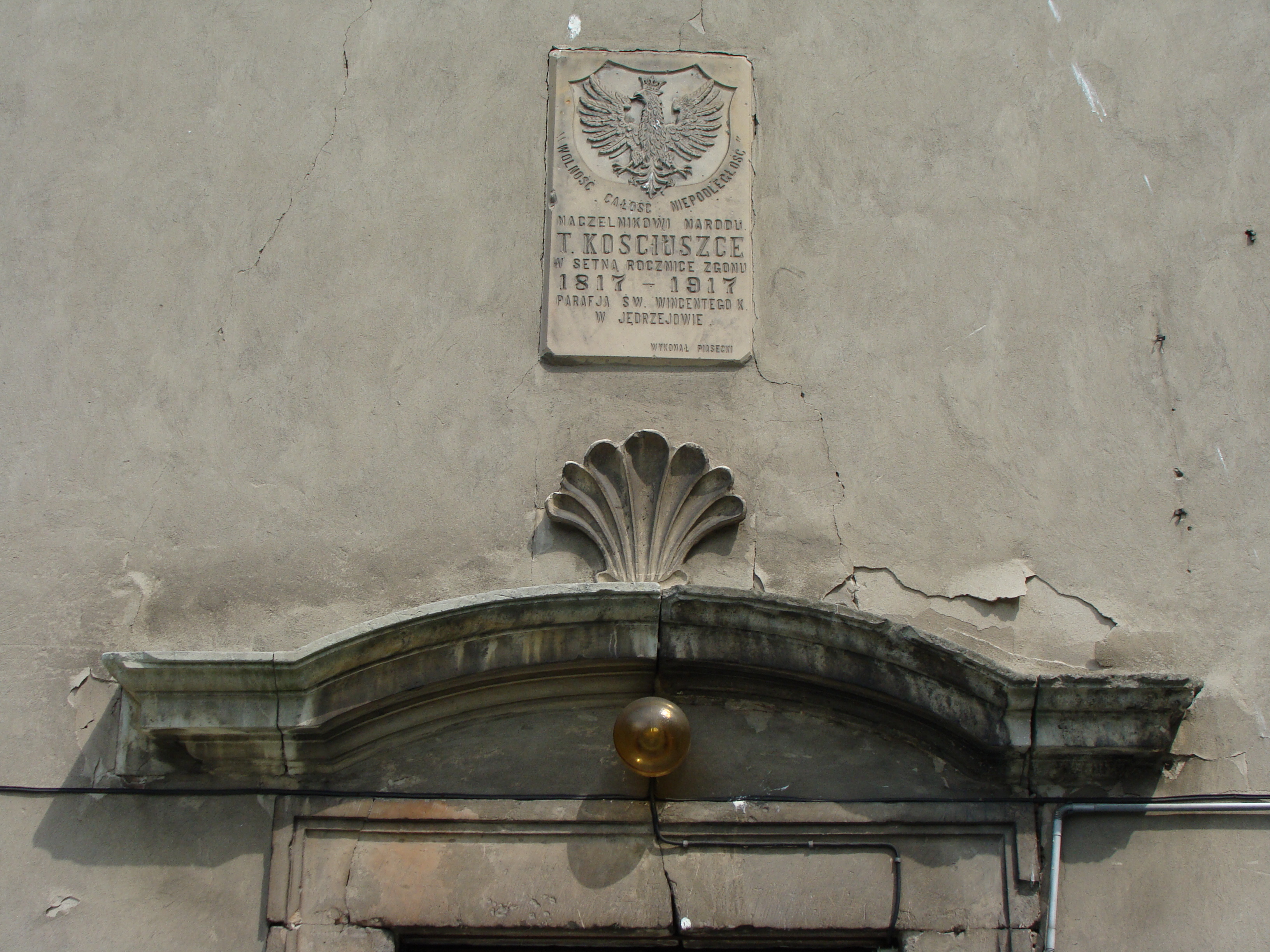
O lema Liberdade, Integridade, Independência, colocado em 1917 no edifício do mosteiro em Jędrzejów no centenário da morte de Tadeusz Kościuszko

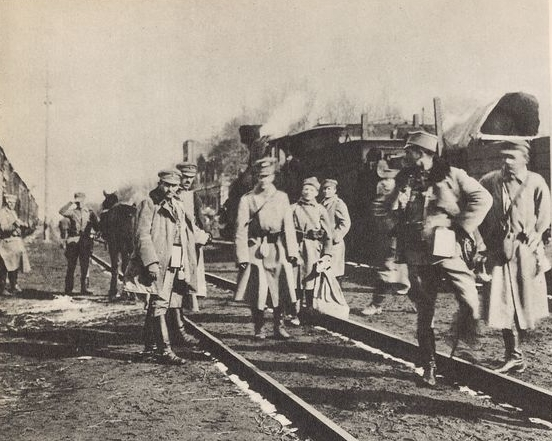
Primeira Brigada das Legiões Polonesas na chegada a Jedrzejow (março de 1915)

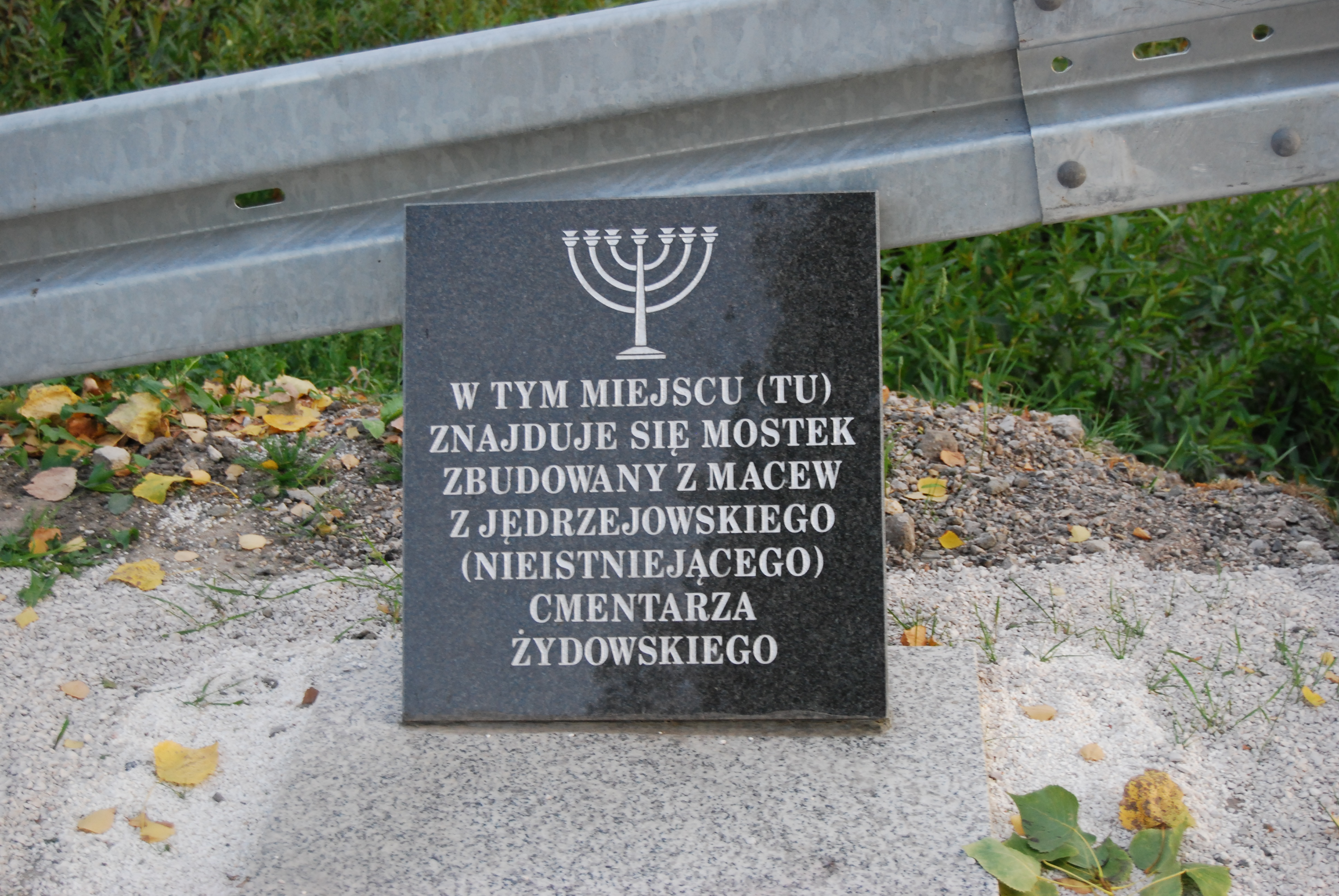
Placa memorial na ponte em Jedrzejow

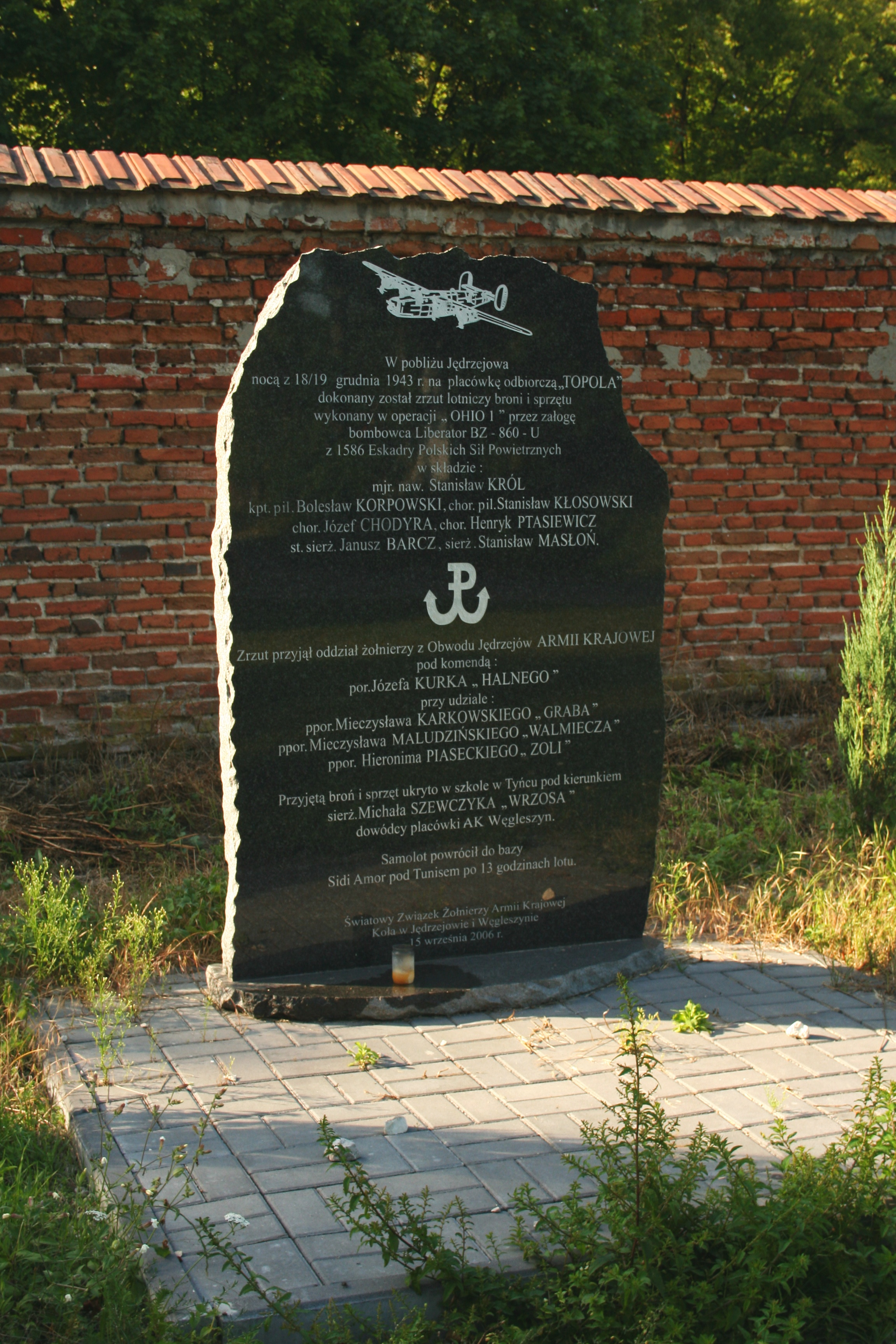
Monumento às ações dos soldados do Exército da Pátria perto do mosteiro cisterciense

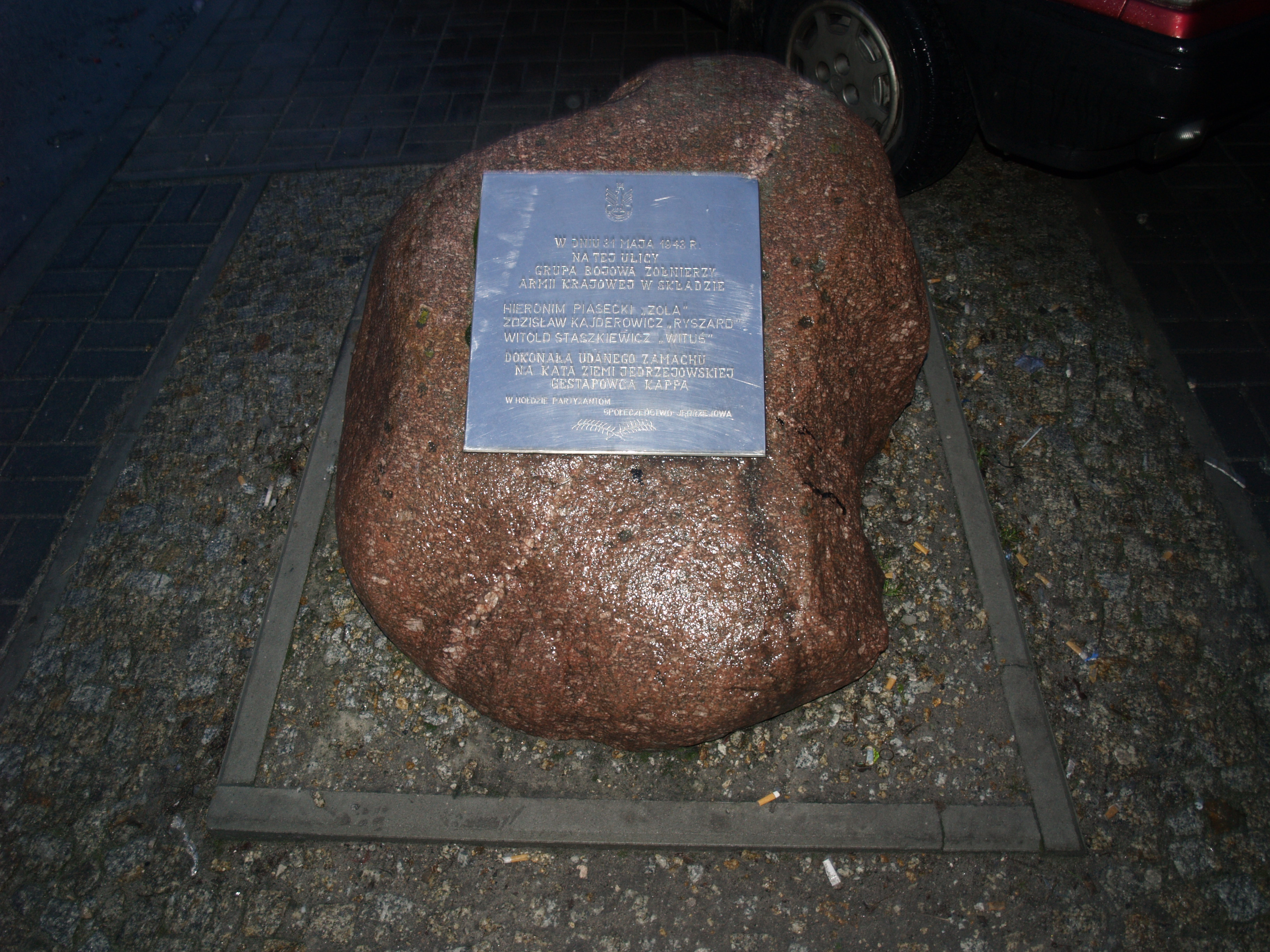
Memorial ao assassinato de Helmut Kapp

### Início do assentamento
Entre os séculos VII e XII, existiu um assentamento chamado Brzeźnica na área da atual Jędrzejów. No entanto, pesquisas arqueológicas recentes concluíram que os assentamentos humanos devem ter sido formados aqui muito antes. Uma evidência disso são as moedas encontradas no vilarejo vizinho de Skroniów com a imagem do imperador Diocleciano. Após essa descoberta, os arqueólogos concluíram que esse assentamento tinha contatos comerciais intensos com o Império Romano. Isso se deveu à sua localização conveniente. Brzeźnica ficava perto da Rota do Âmbar que ia de Aquileia a Klaipėda. Produtos como couro e calcário das montanhas Świętokrzyskie eram comercializados com os romanos em troca de dinheiro.

### Primeira história documentada
O vilarejo de Brzeźnica foi mencionado pela primeira vez em um documento de fundação de um mosteiro cisterciense emitido pelo arcebispo de Gniezno, Jan Gryfita, em 1153. Esse documento confirmou finalmente a existência do mosteiro cisterciense, fundado em 1149 por cistercienses vindos da abadia de Morimond, na Borgonha. O documento listou as doações feitas aos monges, incluindo a sede da comunidade, ou seja, Brzeźnica com a igreja de Santo Adalberto. O nome do assentamento foi escrito em latim distorcido como Brysinch. Esse nome foi preservado até hoje pelo rio que flui por Jędrzejów, mas o nome Jędrzejów entrou e se estabeleceu para o assentamento já no século XII. Conforme a tradição, ele foi dado em homenagem ao monge Jędrzej, irmão de Bernardo de Claraval, que veio da França (a forma latina do nome Andreovia). Na virada de 1166/1167, uma grande convenção de príncipes e magnatas foi realizada aqui para celebrar a consagração da igreja do mosteiro. Essa era a igreja reconstruída de Santo Adalberto, que os monges adaptaram às suas necessidades e à qual acrescentaram a invocação da Santíssima Virgem Maria. O documento emitido naquela época não menciona mais Brzeźnica, mas a chama em latim de Andrzeiow, Andreiow e Andreow.

### O início da Polônia e a Primeira República
Nos primórdios do Estado polonês, a área ao redor de Jędrzejów fazia parte das Terras da Cracóvia, Sandomierz e Wiślica. O rio Nida era a fronteira eclesiástica entre as dioceses de Gniezno e Cracóvia. Durante a partição da Polônia, a região de Jędrzejów fazia parte do distrito de Cracóvia-Sandomierz.
Jędrzejów se tornou uma cidade em 16 de fevereiro de 1271, quando o duque Boleslau, o Casto, lhe concedeu os direitos de cidade consoante a Lei de Magdeburgo. Naquela época, a cidade tinha uma população de mais de 3 mil habitantes. Menos de dois séculos depois, um dos abades, Nieustęp, concedeu aos habitantes o direito de construir uma prefeitura, sala de cortes, que fazia parte do departamento de acabamento de tecidos e uma balança de pesagem na cidade. Esses edifícios contribuíram para o rápido desenvolvimento do assentamento e não sobreviveram até os dias atuais.
Durante a Guerra do Norte, Jędrzejów e Małogoszcz foram saqueadas pelo exército sueco de Carlos XII. Em 19 de julho de 1702, na vizinha Kliszów, as tropas saxãs sob o comando de Augusto II e as tropas polonesas sob o comando de Hieronim Lubomirski travaram uma batalha contra os suecos. Até recentemente, era possível visitar a casa de campo do vilarejo e a mesa em que Augusto II, Estanislau Leszczyński e Carlos XII se sentaram.

### Revolta de Kościuszko
Tadeusz Kościuszko e seu exército viveram no mosteiro cisterciense por algum tempo, preparando-se para uma batalha contra Fiodor Denisow. O príncipe Józef Poniatowski se ofereceu como voluntário para se juntar ao acampamento de Kościuszko. Muitos habitantes da área de Jędrzejów participaram da revolta, incluindo Stefan Dembowski, herdeiro da propriedade Potok, um dos associados mais próximos de Kościuszko e designado como seu sucessor no caso de sua morte.

### Levante de Novembro
Os moradores de Jędrzejów participaram do Levante de Novembro desde o início. Um dos membros da conspiração de oficiais cadetes era o segundo-tenente Ludwik Borkiewicz, da comitiva do Príncipe Constantino. Antes da tentativa de assassinato do Grão-Duque, uma reunião de conspiradores presidida por Piotr Wysocki foi realizada na casa de Borkiewicz. Entre as figuras mais proeminentes da área de Jędrzejów, Jan Ledóchowski, de Krzelów, parlamentar e juiz de paz em Jędrzejów, e Roman Sołtyk, de Konecki, proprietário de Mokrsk, estavam envolvidos no levante. O grito de Ledóchowski: “Não a Nicolau!”, apoiado pela galeria da Sejm, levou ao destronamento do czar. Os soldados de Jędrzejów passaram a fazer parte do 10.º Regimento sob o comando do tenente-coronel Piotr Wysocki e participaram da defesa de Wola. Eles também abasteceram o Primeiro Regimento Krakus como o Terceiro Esquadrão de Jędrzejów, e um hospital militar polonês foi instalado nas instalações do mosteiro cisterciense.

### Revolta de Janeiro
Em janeiro de 1863, não foi obdecido a ordem de recrutamento para o exército russo czarista. Este foi realizado em outros pontos da região, incluindo Wodzisław. O clero local liderou a agitação durante a revolta, como o padre Walenty Witkowski, que as autoridades imperiais descreveram como inimigo do Estado. Muitos padres foram multados por favorecerem os insurgentes e por participarem de manifestações durante os funerais dos insurgentes. As batalhas dos insurgentes na área de Jędrzejów duraram um ano e meio, e houve cerca de 30 escaramuças, inclusive em Małogoszcz, Oksa, Warzyn, Cierno, Obiechów e na área de Wodzisław e Jakubów. Essas batalhas foram travadas sob o comando de Marian Langiewicz, entre outros.

### Segunda República
Em 3 de março de 1915, Józef Piłsudski chegou a Jędrzejów com a Primeira Brigada. O marechal era um hóspede frequente da casa da família Przypkowski, cujos descendentes ainda são curadores do Museu Przypkowski. A estadia de Józef Piłsudski em Jędrzejów é comemorada por uma placa de mármore na fachada do museu. Os alemães ordenaram que a placa fosse removida durante a ocupação e ela permaneceu emparedada sob o gesso até 1981.
A partir do final do século XIX, a população judaica da cidade cresceu. Em meados daquele século, eles representavam 2,6% da população, em 1921 eram 39% e, na década de 1930, 47%. Na eclosão da Segunda Guerra Mundial, de 4 a 5 mil judeus viviam em Jędrzejów. Oitenta deles sobreviveram à guerra.
No período entre guerras, ocorreu um pogrom antijudaico na cidade. Uma delegação de judeus da cidade foi até Piłsudski pedindo ajuda. Este último declarou que “a questão judaica é agora muito complexa” e aconselhou os judeus a resolvê-la por conta própria, indo para a Palestina.

### Segunda Guerra Mundial
Durante a campanha de setembro de 1939, a cidade não sofreu muito, mas as baixas entre a população foram bastante graves. Um gueto para a população judaica foi criado aqui, localizado nas ruas Kilińskiego, Pińczowska, Duh-Imbora e Głowackiego, e várias dezenas de pessoas foram levadas para o campo de extermínio de Auschwitz. Os alemães assassinaram cerca de 3 mil habitantes, incluindo toda a população judaica. As unidades partidárias estavam ativas na área. O maior sucesso dos guerrilheiros foi a bem-sucedida tentativa de assassinato do oficial da Gestapo Helmut Kapp, realizada por um grupo de três homens do Exército da Pátria, comandado pelo tenente Hieronim Piasecki, pseudônimo de “Zola”.
Em 1945, como parte da ofensiva de janeiro, as tropas do Exército Vermelho chegaram a Jędrzejów e, com uma resistência insignificante das tropas alemãs, em 14 de janeiro de 1945, romperam a ocupação alemã que durava desde 1939. O 7.º Corpo de Guardas Panzer do 3.º Exército de Guardas Panzer e as tropas do 52.º Exército pertencentes à Primeira Frente Ucraniana participaram da captura de Jędrzejów.

## Economia

### Comércio e serviços
Dos diferentes tipos de empresas registradas em Jędrzejów, as mercearias, lojas industriais e empresas de comércio porta a porta são as mais numerosas. No que diz respeito a serviços, o grande número de empresas registradas fornece serviços de construção. Em seguida, estão as oficinas de reparos de vários tipos e os serviços de transporte, e algumas oferecem serviços de vestuário.

### Indústria
Uma das maiores fábricas da história de Jędrzejów foi a Fábrica de Indústria de Tricô “Rekord”, que existiu entre 1967 e 2001, no auge da produção, empregando cerca de dois mil trabalhadores.
Na área de Jędrzejów estão se desenvolvendo as indústrias de cimento, metal e construção, entre outras. A Famet “Bifamet Zakład Produkcyjny Nr 2”, a Przedsiębiorstwo Budownictwa Ogólnego “Kartel”, a Cervejaria “Strzelec”, a “Universal leaf Tobacco” e a Quickpack Polska são importantes no mercado local e influenciam seu desenvolvimento geral. As empresas do setor privado estão se desenvolvendo e competindo com sucesso em todo o país e até mesmo no exterior.

### Cervejaria
A tradição de fabricação de cerveja em Jędrzejów remonta ao final do século XVIII e início do século XIX, quando os cistercienses empregaram os primeiros fabricantes de cerveja. Um deles era Piotr Nawrot, que, conforme um documento de 1819, fabricava cerveja para o mosteiro há 22 anos, pelo qual recebia 200 zlótis poloneses. Uma grande fábrica de cerveja em Jędrzejów foi inaugurada no início do século XX. Um prédio moderno — para a época — da cervejaria foi construído em 1906. Mais tarde, casas de malte também foram construídas para a cervejaria. Em 1931, a cervejaria Jędrzejów produzia 8 097 hectolitros de cerveja por ano, e a fábrica de malte era considerada uma das maiores da Europa. Hoje, essas tradições centenárias são mantidas pela fábrica de cerveja (uma das mais modernas da Polônia), que está em operação desde 1995 e pertence à Browary Polskie “Brok-Strzelec” SA.

## Infraestrutura e transporte

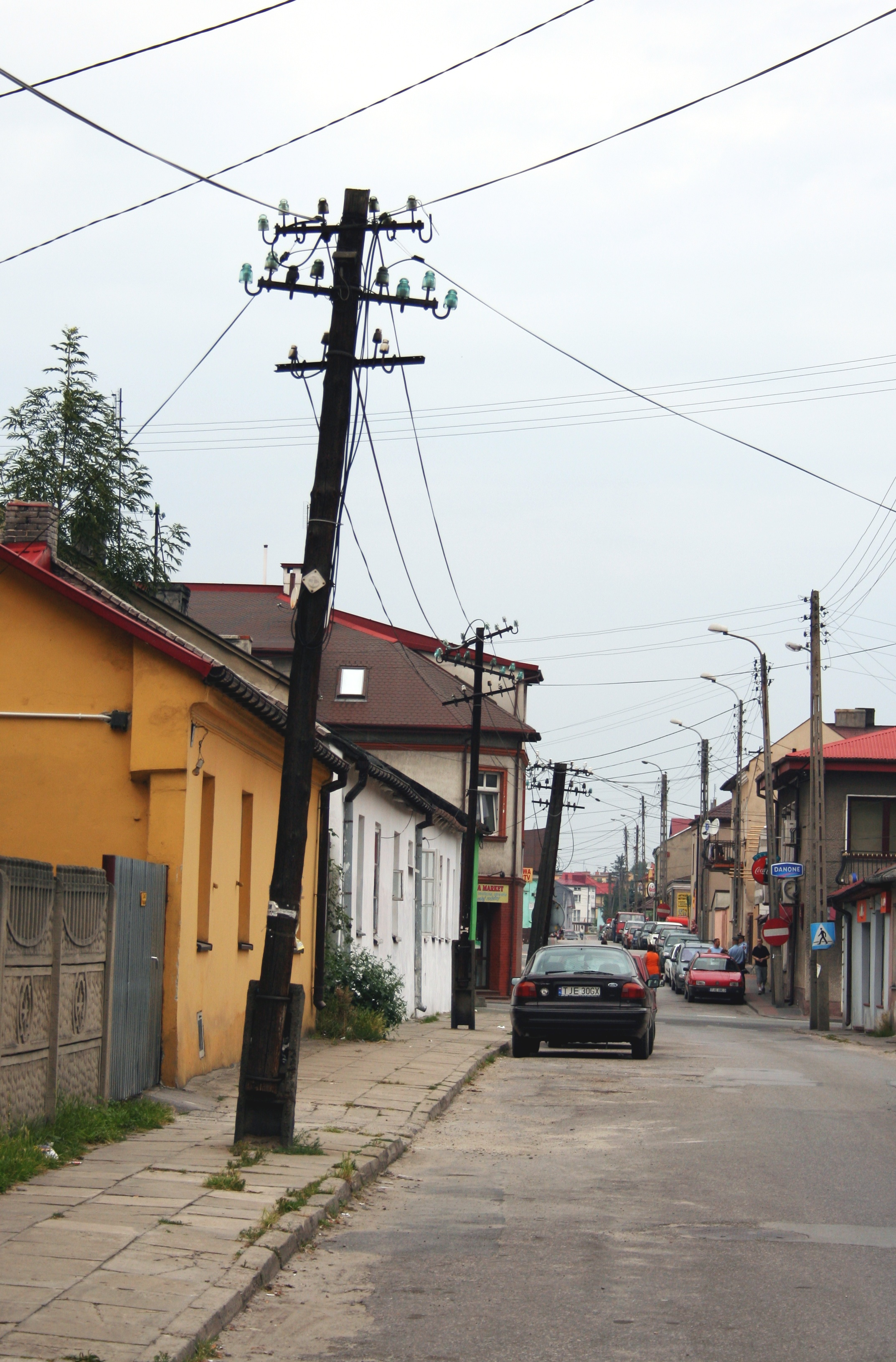
Uma das ruas do centro da cidade

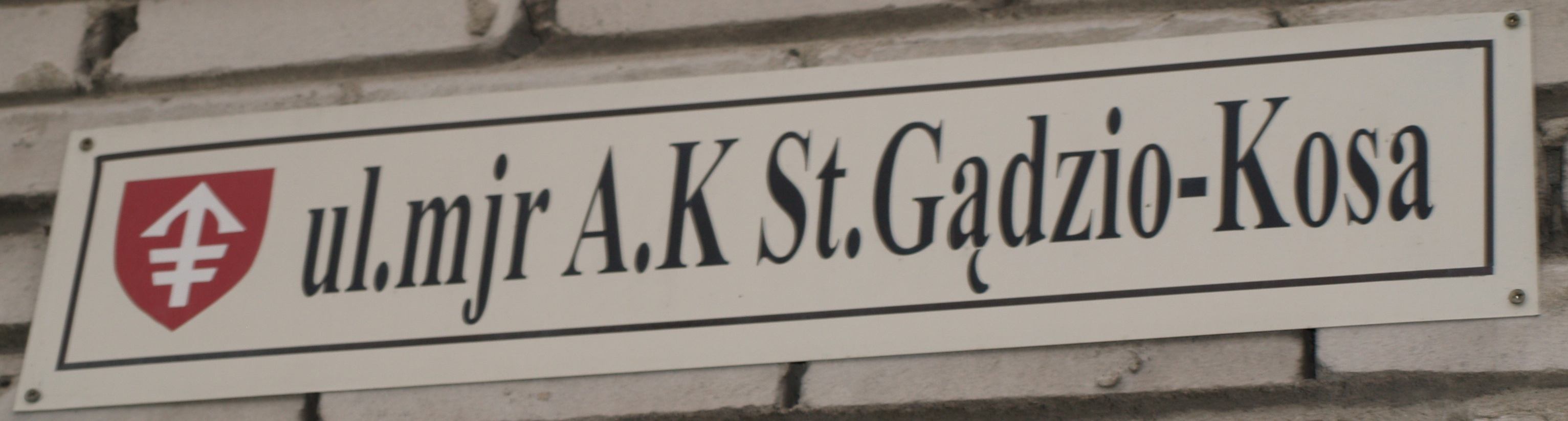
Modelo de sinalização de rua em Jędrzejów

### Transporte rodoviário
A cidade tem uma localização de transporte muito favorável, pois se situa na interseção de três importantes rodovias:
- Varsóvia-Cracóvia
- Kielce-Katowice
- Tarnobrzeg-Katowice

As seguintes estradas passam por Jędrzejów:
- Estrada nacional n.º 7 – Gdańsk-Elbląg-Varsóvia-Kielce-Cracóvia-Chyżne
- Estrada nacional n.º 78 – Chałupki-Wodzisław Śląski-Gliwice-Zawiercie-Chmielnik
- Estrada provincial n.º 728 – Końskie-Jędrzejów
- Estrada provincial n.º 768 – Kazimierza Wielka-Jędrzejów

Há duas linhas de ônibus em Jędrzejów, a linha n.º 1 e a n.º 3, operadas por empresas privadas. As transportadoras privadas desempenham um papel importante, operando linhas para Kielce, Sędziszów e quase todas as cidades em um raio de 20 km de Jędrzejów.
Transferências convenientes são possíveis graças ao centro de conexões adjacente à rodoviária.

### Transporte ferroviário
Uma importante rota ferroviária que liga Cracóvia e Katowice a Varsóvia e Lublin passa pela cidade. Jędrzejów tem duas estações ferroviárias:
- Jędrzejów na rota Kielce-Cracóvia.
- Jędrzejów Wąskotorowy na rota da ferrovia Świętokrzyskiej Wąskotorowej

#### Ferrovia de bitola estreita
A ferrovia Świętokrzyska Dojazdowa, também conhecida como “Ciuchcią-Express Ponidzie”, que atualmente tem três locomotivas Lxd2 operáveis e uma locomotiva a vapor Px48, começa sua viagem em Jędrzejów. No verão, todos os domingos às 10h30, o trem parte da estação Jędrzejów Wąskotorowy (a cerca de um quilômetro da estação ferroviária principal) em uma viagem panorâmica pela planície de inundação de rio Nida. Ao longo do caminho, uma fogueira aguarda os turistas em Motkowice.

### Transporte aéreo
Em 2011, foi inaugurada uma pista de pouso sanitária na rua Małogoska.

## Cultura

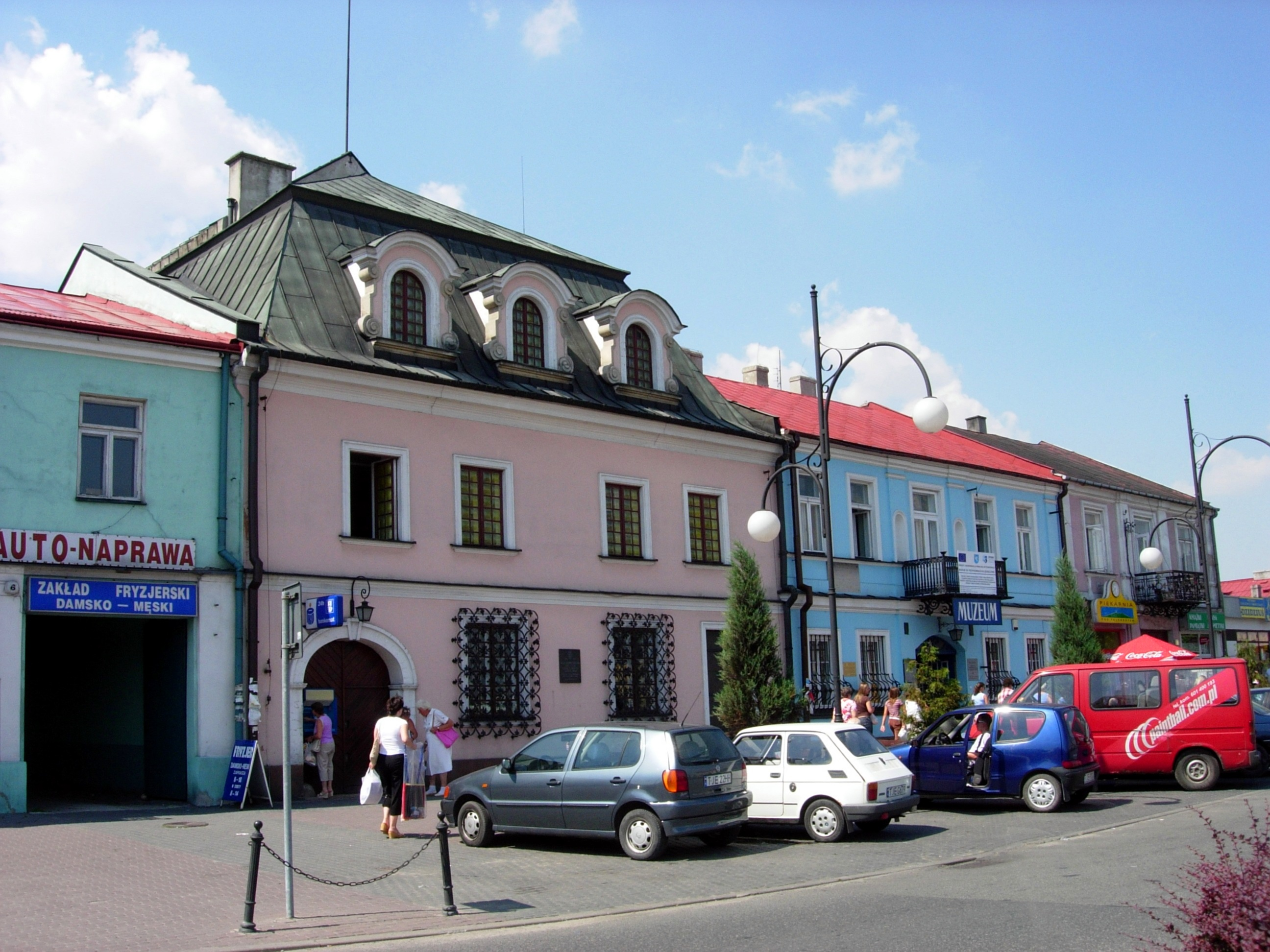
Museu Przypkowski na praça principal

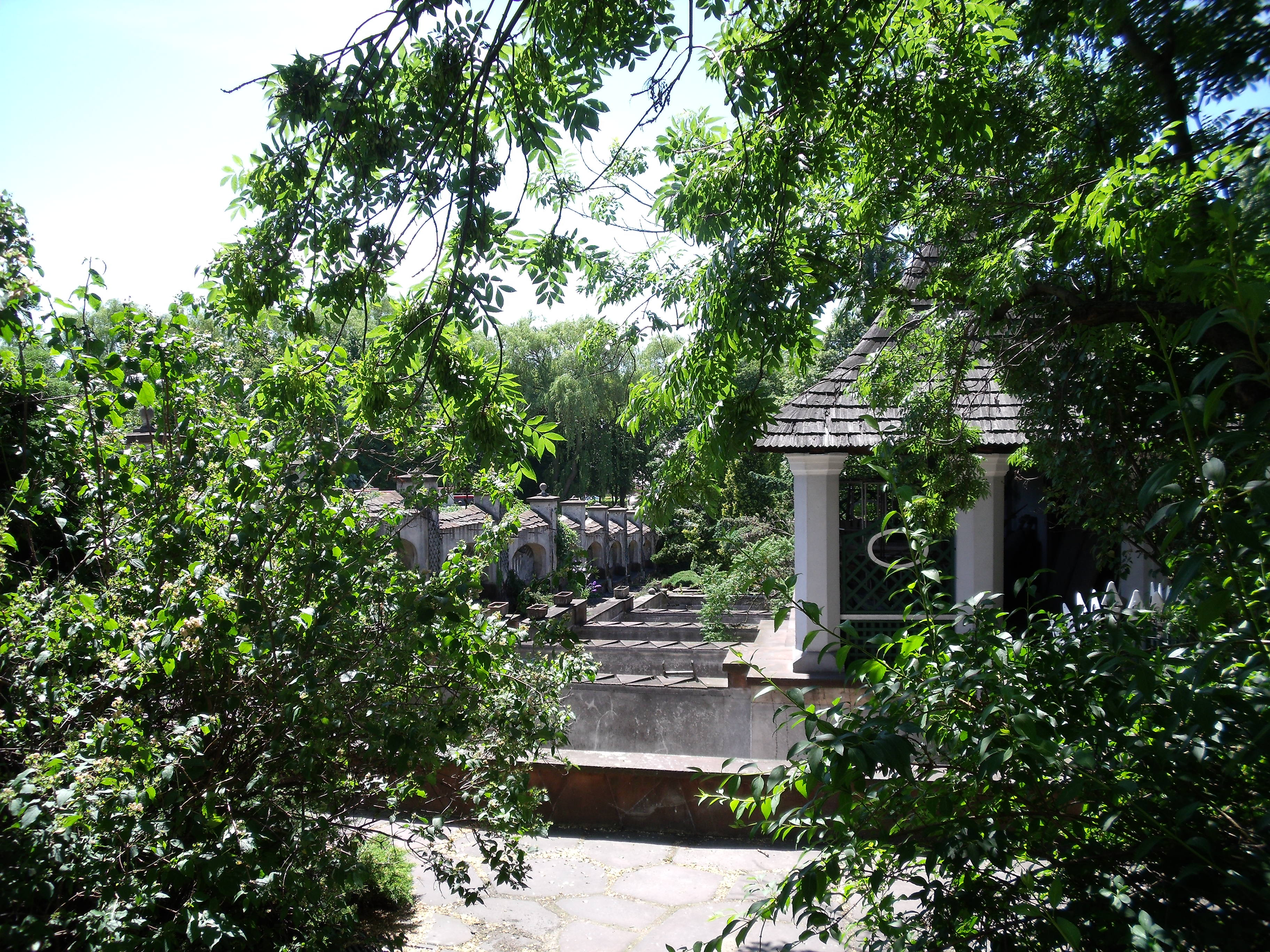
Museu do relógio — jardim

Uma contribuição especial para a cultura polonesa antiga foi feita pelos escritos literários Wincenty Kadłubek, que morreu em Jędrzejów, e pelos escritos de Mikołaj Rej de Nagłowice. Perto dali, em Zdanowice, são mantidos a biblioteca, as decorações, os trajes e outros acessórios do Teatro Nacional de Varsóvia doados por Wojciech Bogusławski.

### Museu Przypkowski
Uma das atrações turísticas mais importantes de Jędrzejów é o Museu Przypkowski, criado após a doação de uma coleção de relógios de sol, instrumentos astronômicos e uma biblioteca de gravuras antigas da família Przypkowski para o Estado em 3 de fevereiro de 1962. Ele está instalado em um prédio histórico de farmácia do monastério, datado de 1712. A coleção também inclui uma carta de Sigismundo, o Velho, de 1535, escrita a Mikołaj Przypkowski. O fundador da biblioteca do Museu, que existe até hoje, foi Jan Józef Przypkowski (1707–1758), professor de matemática e astronomia na Universidade Jaguelônica. Por outro lado, Feliks Przypkowski (1872–1951) foi o criador das coleções astronômicas que formam a base do museu. Seus interesses incluíam astronomia e gnomônica. Atualmente, a coleção é composta por mais de 600 relógios de sol e instrumentos de medição astronômica. Além dos relógios, o museu tem um extenso departamento de gravuras e ex-líbris, com uma coleção de placas de livros que totaliza cerca de 20 mil, desde o século XVI até os tempos mais recentes. Há também um departamento de bufê. Atualmente, o Museu Przypkowski ocupa o terceiro lugar no mundo em termos de número e valor de relógios de sol, logo após o Planetário de Chicago e o Museu de Ciências de Oxford.

## Monumentos históricos
Listados no registro de monumentos imóveis estão:
- Traçado urbano (centro da cidade) dos séculos XIII a XVIII
- Igreja paroquial da Santíssima Trindade da primeira metade do século XV, reconstruída entre 1754 e 1762
- Complexo do mosteiro cisterciense:
  - Igreja da Assunção da Bem-Aventurada Virgem Maria e Santo Adalberto, do início do século XIII, reconstruída no século XV e entre 1728 e 1754
  - Mosteiro da primeira metade do século XIII, reconstruído na segunda metade do século XV e na primeira metade do século XVIII
  - Torre do sino de meados do século XVIII
  - Portão do mosteiro de 1738
  - Muro com torres dos séculos XVI e XVIII
  - Jardim de meados do século XVIII, reconstruído no século XX
- Cemitério da Primeira Guerra Mundial, rua Konarskiego, de 1914–1917, com uma capela
- Casa, praça T. Kosciuszki, 1, do século XVIII, reconstruída no século XIX
- Casa, praça T. Kosciuszki, 7, virada do século XVIII/XIX, reconstruída depois de 1970, agora parte do Museu Przypkowski
- Casa, praça T. Kosciuszko 8, da virada do século XVIII/XIX, reconstruída em 1906, agora parte do Museu Przypkowski
- Casa, praça T. Kosciuszko, 22, datada de 1740, reconstruída em 1910
- Ferrovia Świętokrzyska de bitola estreita, datada de 1915–1930:
  - Trilhos com estruturas de engenharia nas seções Jędrzejów — Umianowice — Pińczów e Umianowice — Sędziejowice
  - Edifícios das estações: em Umianowice, Hajdaszek, Sędziejowice, Pińczów e Koniecmosty
  - Edifícios de instalações técnicas na estação de passageiros Jędrzejów Wąskotorowy de 1920–1938: duas salas de reparo de vagões, uma forja e uma fundição.

## Educação
- Escola primária n.º 2 Comissão Nacional de Educação[22]
- Escola primária n.º 3 Władysław Broniewski[23]
- Escola primária nº 4[24]
- Escola primária n.º 5[25]
- Escola especial e Centro Educacional Maria Grzegorzewska[26]
- Escola secundária n.º 1 Mikołaj Rej[27]
- Complexo escolar n.º 1 Stanisław Konarski[28]
- Complexo escolar n.º 2 General Stefan Rowecki “Grot”[29]

## Comunidades religiosas

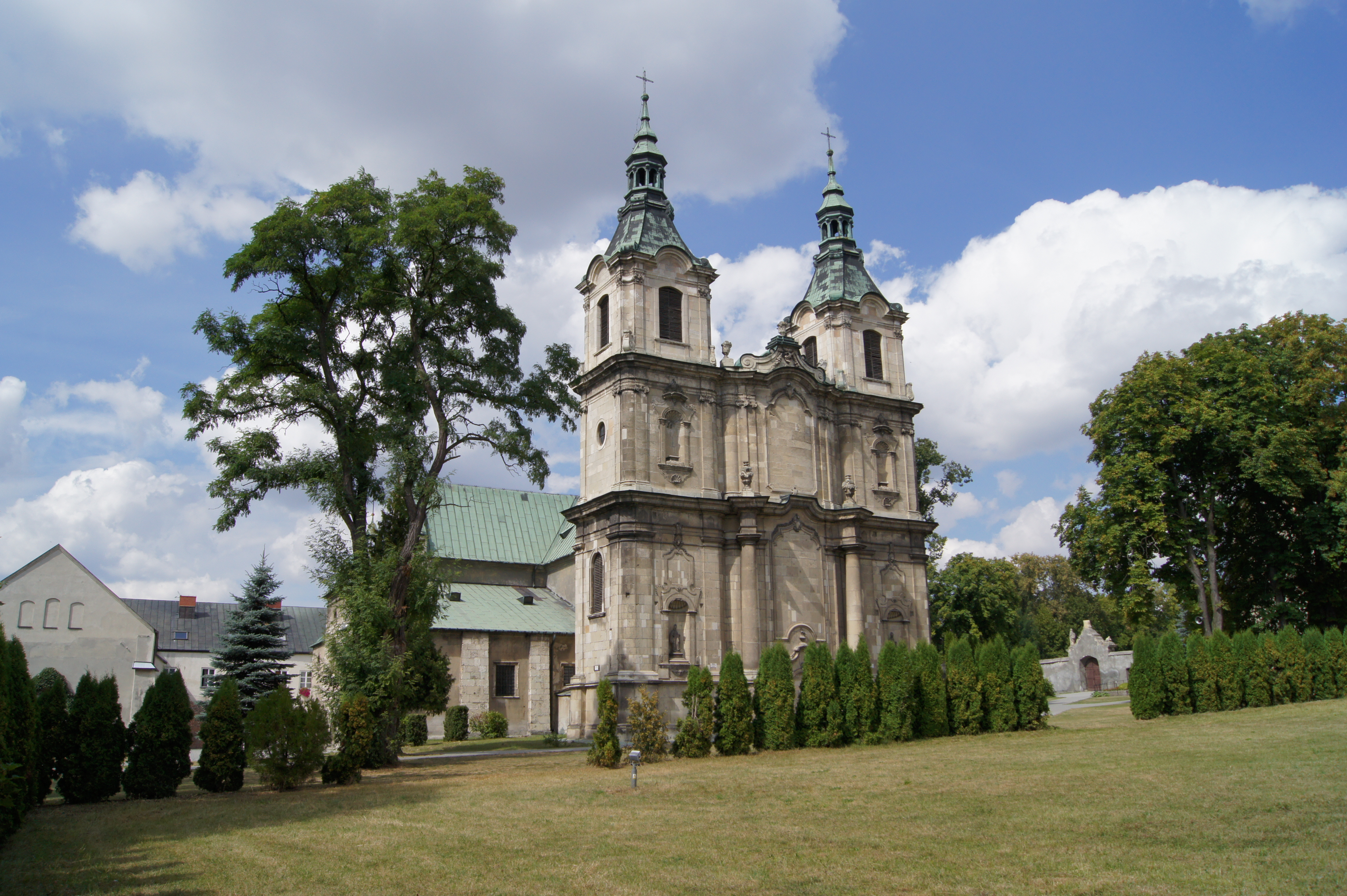
Arquidiocese cisterciense

Os edifícios sacros mais antigos de Jędrzejów existentes até o momento são duas igrejas: a do Beato Wincenty Kadłubek e a Igreja da Santíssima Trindade. Sua história remonta ao início do século XII. A primeira foi fundada por volta de 1140, como a primeira abadia na Polônia e uma filial do mosteiro borgonhês de Morimond. Em 1152, eles fundaram um hospital monástico aqui, o mais antigo da Polônia. A abadia agora também é o santuário do Beato Wincenty Kadlubek (1160–1223), que renunciou ao bispado de Cracóvia e se tornou cisterciense em Jędrzejów. O mosteiro foi erguido pela família Gryfit, reconstruído em 1166 e passou por outras alterações na segunda metade do século XV e no século XVIII. Como resultado da transformação de características românicas para góticas e barrocas. O mosteiro de Jędrzejów abriga um dos órgãos mais interessantes (1745–1754) da Europa, obra do construtor de órgãos polonês Józef Sitarski.
Em meados do século XVI, como resultado da vigorosa campanha da Reforma Protestante, grande parte do então decanato de Jędrzejów estava sob a influência do movimento da Reforma, mas Jędrzejów e as paróquias vizinhas, que estavam ao alcance direto dos cistercienses de Jędrzejów, eram um reduto inabalável do catolicismo.

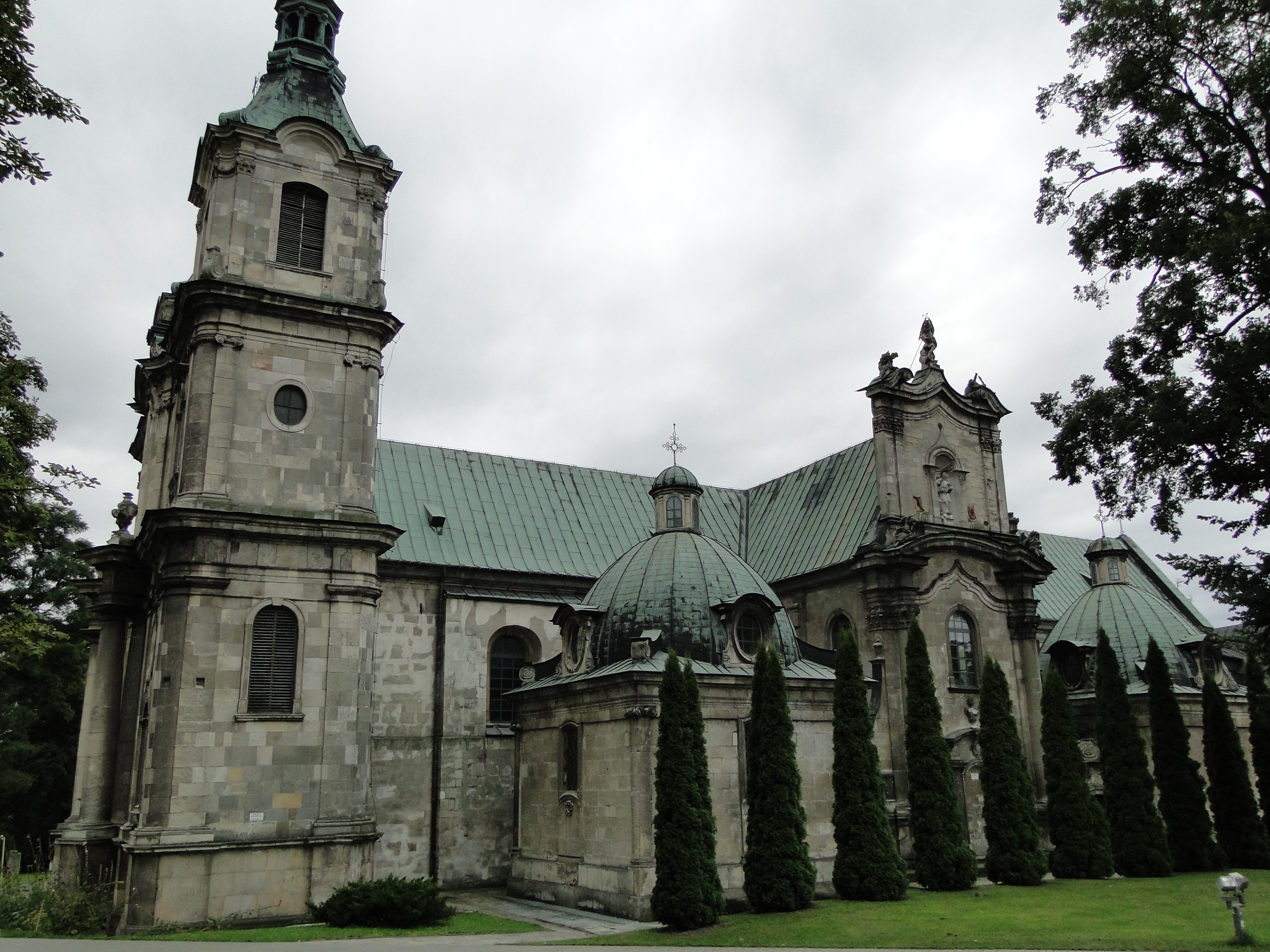
Mosteiro cisterciense
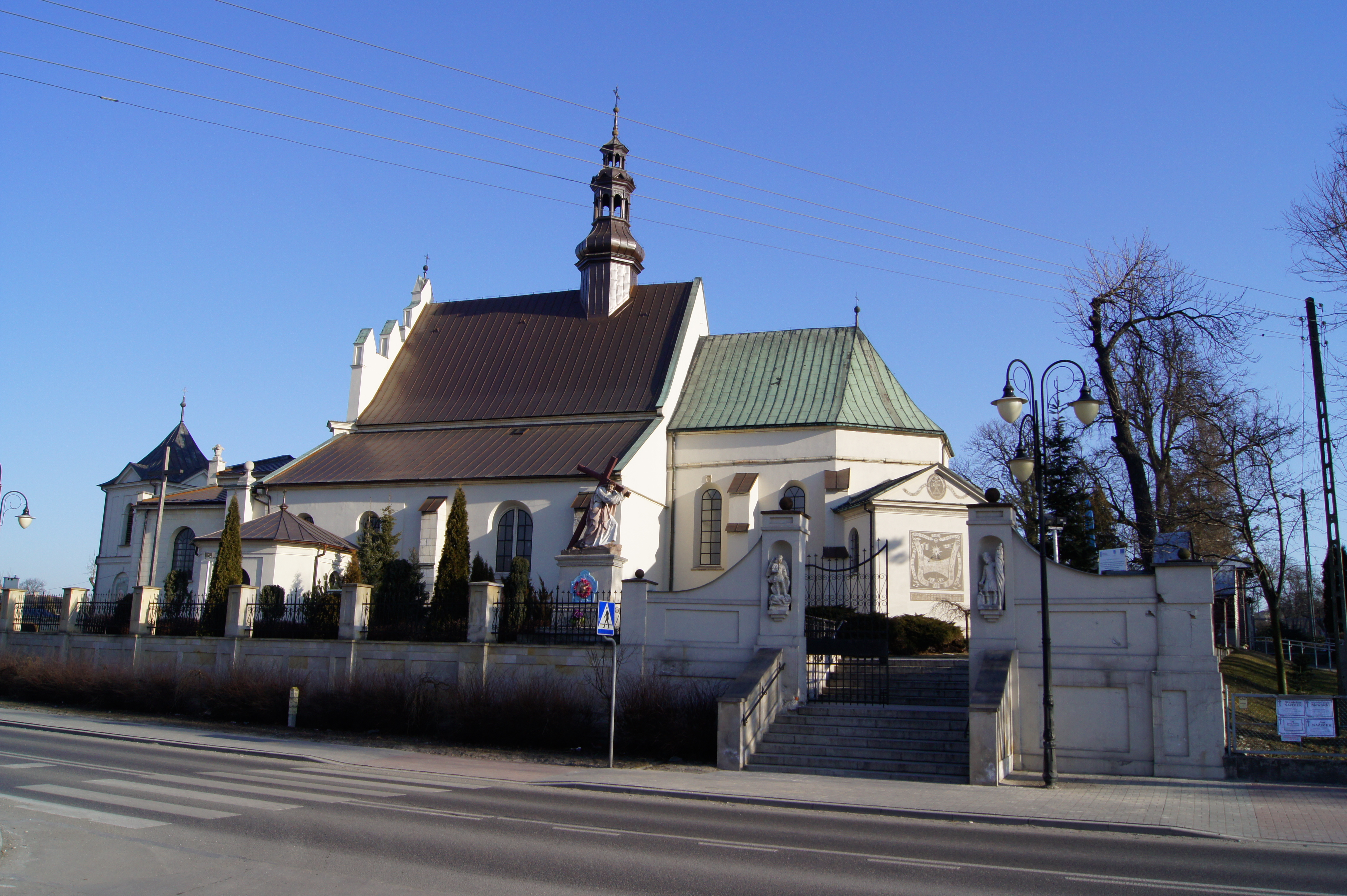
Igreja da Santíssima Trindade
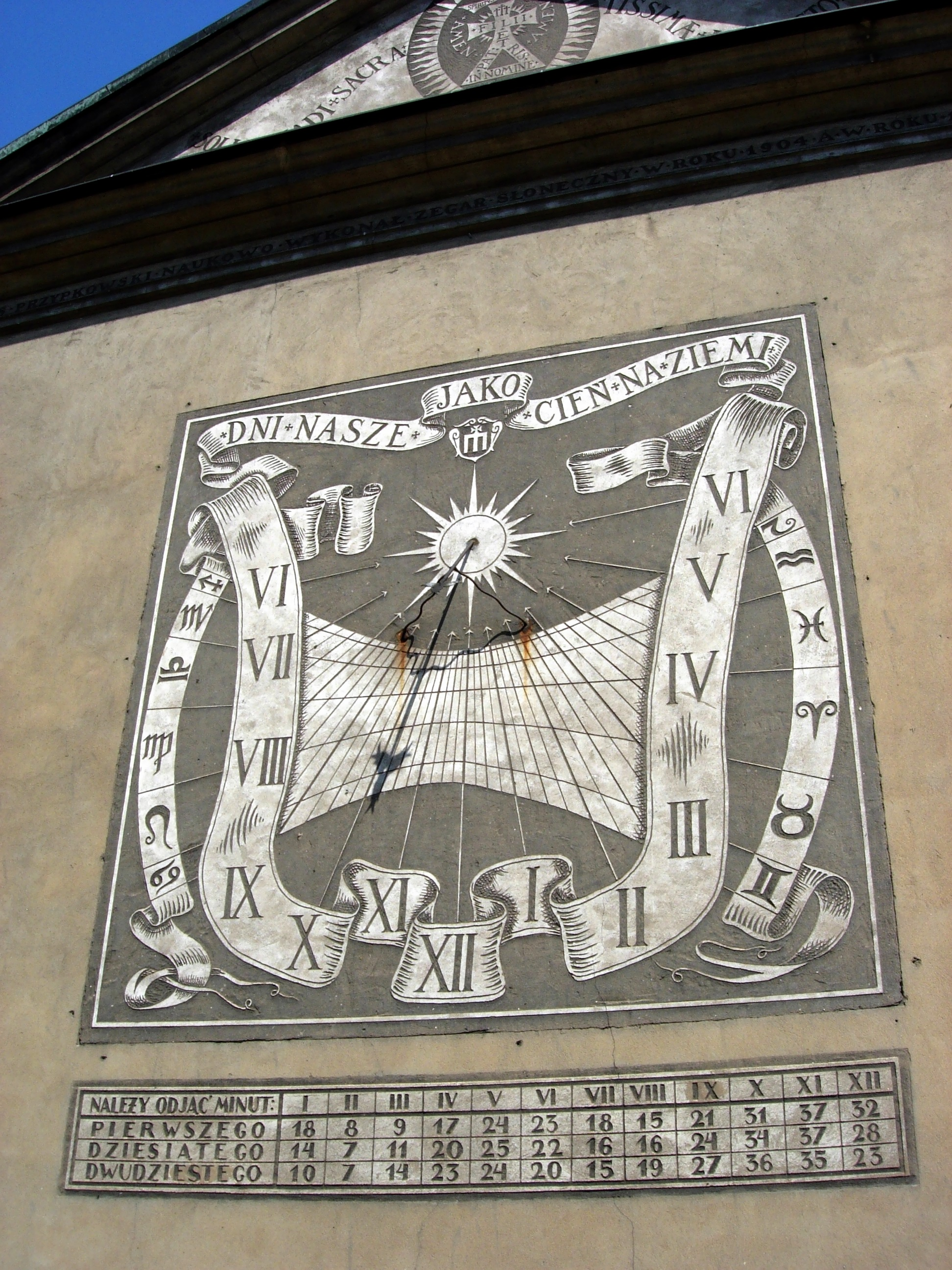
Relógio de sol na parede da igreja da Santíssima Trindade
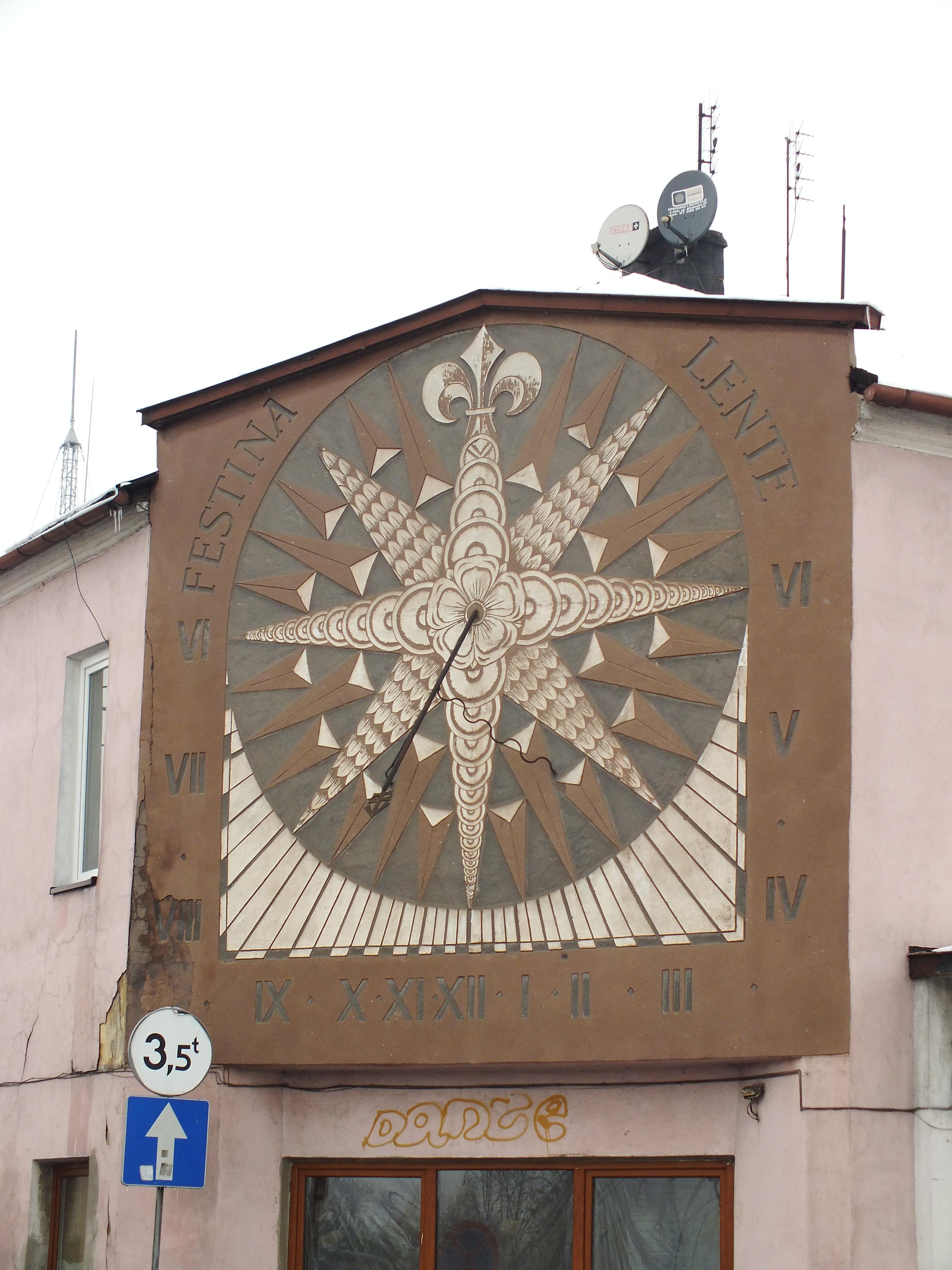
Relógio de sol na praça principal

Atualmente, há paróquias católicas romanas em Jędrzejów::
- Paróquia do Beato Wincenty Kadłubek[32]
- Paróquia de Nossa Senhora das Graças[33]
- Paróquia da Santíssima Trindade[34]

A cidade também tem um posto avançado da missão pertencente à Comunidade Evangélica Cristã e a igreja em Jędrzejów das Testemunhas de Jeová com o Salão do Reino.
Um lembrete dos habitantes da cidade de outra religião é o cemitério judeu. Há uma pequena capela pertencente à Velha Igreja Católica nas ruas 11 Listopada e São Valentim. Devido à falta de um padre, os fiéis se converteram à fé católica romana.